# Gemeinschaftsteuer (Deutschland)
Bei Gemeinschaftsteuern (auch Gemeinschaftssteuern) steht das Steueraufkommen für bestimmte Steuerarten Bund und Ländern und teilweise auch Gemeinden gemeinschaftlich als Steuergläubiger zu.

## Allgemeines
Das deutsche Finanzverfassungsrecht unterscheidet gemäß Art. 106 GG zwischen Bundessteuern, Gemeinschaftsteuern, Ländersteuern und Gemeindesteuern. Jede dieser Gebietskörperschaften besitzt mithin ein eigenes Steueraufkommen, das im Finanzausgleich berücksichtigt wird.

## Rechtsgrundlagen
In Art. 106 Abs. 3 GG ist vorgeschrieben, dass das Aufkommen der Gemeinschaftsteuern Bund und Ländern gemeinschaftlich zusteht, soweit das Aufkommen der Einkommensteuer und das Aufkommen der Umsatzsteuer nicht den Gemeinden zugewiesen wird. Durch diese Gesetzesformulierung stehen die Gemeinschaftsteuern Bund, Ländern und Gemeinden zu.

## Steuerarten
Die Steuerarten verteilen sich auf die Steuerhoheit wie folgt:
| Steuerhoheit        | Steuerart | Anmerkungen | Steueranteile aus anderen Steuerhoheiten |
| ------------------- | --- | --- | --- |
| Bundessteuern       | - Verbrauchsteuern (Alkoholsteuer, Alkopopsteuer, Energiesteuer Kaffeesteuer, Schaumweinsteuer, Stromsteuer, Tabaksteuer, Zwischenerzeugnissteuer) - Verkehrsteuern (Kraftfahrzeugsteuer, Luftverkehrsteuer, Versicherungsteuer) - Kapitalverkehrsteuern - Zölle | von den Verbrauchsteuern nicht die Biersteuer | Gemeinschaftsteuern: Lohnsteuer und veranlagte Einkommensteuer: 42,5 %; nicht veranlagte Ertragsteuern und Körperschaftsteuer: 50 %; Umsatz- und Einfuhrumsatzsteuer: 49,6 %; Gewerbesteuerumlage: 14 % Abgeltungsteuer auf Zins- und Veräußerungserträge |
| Gemeinschaftsteuern | Lohnsteuer und veranlagte Einkommensteuer, nicht veranlagte Ertragsteuern und Körperschaftsteuer, Umsatzsteuer, Einfuhrumsatzsteuer Kapitalertragsteuer | Körperschaftsteuer: Bund und Länder jeweils 50 % Lohnsteuer und veranlagte Einkommensteuer: Bund und Länder jeweils 42,5 %, Gemeinden 15 %; nicht veranlagte Ertragsteuer und Körperschaftsteuer: Bund und Länder jeweils 50 %; Umsatzsteuer: Bund 66,5 %, Länder 33,5 % Bund und Länder jeweils 44 % | Gewerbesteuerumlage: 14 % |
| Ländersteuern       | - Verbrauchsteuern (Biersteuer) - Verkehrsteuern (Grunderwerbsteuer, Rennwett- und Lotteriesteuer, Feuerschutzsteuer, Spielbankabgabe) - Besitzsteuern (Erbschaftsteuer, Schenkungsteuer)                                                                        | die Vermögensteuer wird seit 1997 nicht mehr erhoben | Lohnsteuer und veranlagte Einkommensteuer: 42,5 %; nicht veranlagte Ertragsteuer und Körperschaftsteuer: 50 %; Umsatz- und Einfuhrumsatzsteuer: 50,4 % |
| Gemeindesteuern     | Gewerbesteuer, Grundsteuer, Verbrauchsteuern | Verbrauchsteuern: Fischereisteuer, Getränkesteuer, Hundesteuer, Jagdsteuer, Kommunalabgaben, kommunale Verwaltungsgebühren, Kulturförderabgabe, Ortstaxe, Pferdesteuer, Schankerlaubnissteuer, Vergnügungsteuer, Zweitwohnungsteuer                                                                   | Gemeinschaftsteuern: Lohnsteuer und veranlagte Einkommensteuer: 15 %; Kapitalertragsteuer: 12 %; Steuerzuweisungen aus dem Landeshaushalt |

Während die zu den Gemeinschaftsteuern gehörenden Steuerarten unverändert blieben, unterliegen die prozentualen Anteile von Bund und Ländern häufigen Veränderungen durch die Steuerpolitik. Bund und Länder teilen sich je zu 50 % das Aufkommen der Einkommen- und Körperschaftsteuer, wobei vorab bei der Einkommensteuer 15 % und bei der Kapitalertragsteuer 12 % als Gemeindeanteil abgezogen werden. Bund und Länder teilen sich auch die Gewerbesteuerumlage, ein Teil (rund 14 %) des Gewerbesteueraufkommens der Gemeinden. Diese Regelungen stehen im Grundgesetz.  Die Aufteilung der Umsatzsteuer wird dagegen durch § 2 Finanzausgleichsgesetz (FAG) nur befristet und einwohnerabhängig geregelt (Anteile derzeit: 52,81 % Bund, 45,19 % Länder, 1,99 % Gemeinden; § 1 FAG). Von der Kapitalertragsteuer erhalten die Gemeinden einen Anteil von 12 %, sofern es sich bei den Kapitalerträgen um Zinsen, Veräußerungsgewinne u. ä. handelt. Bei Dividenden und vergleichbaren Gewinnausschüttungen erhalten die Gemeinden keinen Anteil (§ 1 Gemeindefinanzreformgesetz).
Umstritten ist, ob es sich beim Gemeindeanteil an der Einkommensteuer um eine eigene kommunale Ertragshoheit oder um eine bloße Zuweisung handelt. Der Wortlaut des Art. 106 Abs. 5 GG spricht von „erhalten“ und nicht von „erhalten können“, so dass den Gemeinden ein eigener Anteil zusteht. Seit Januar 1998 erhalten auch die Kommunen einen Anteil an der Umsatzsteuer (Art. 106 Abs. 5a GG).
Die Gewerbesteuerumlage von den Gemeinden über die Länder bis zum Bund ist die redistributive Funktion des Finanzausgleichs, weil die Umlage „von unten nach oben“ und nicht – wie beim Finanzausgleich üblich – umgekehrt fließt.

## Wirtschaftliche Aspekte
Gemeinschaftsteuern bilden die Hauptquelle der Staatseinnahmen, denn auf sie entfallen dauerhaft mindestens 70 % der Steuereinnahmen, während 30 % Bundes-, Länder- oder Gemeindesteuern sind. Für Gemeinschaftsteuern gibt es mehrere Steuergläubiger, während bei Bundes-, Länder- oder Gemeindesteuern die jeweilige Gebietskörperschaft der Steuergläubiger ist.
Die Gemeinschaftsteuern sind Teil des Finanzausgleichs, durch den die Ländersteuern und Gemeindesteuern unter diesen Gebietskörperschaften verteilt werden. Damit soll die Finanzierung der öffentlichen Aufgaben insbesondere bei der Daseinsvorsorge sichergestellt werden.
Das komplexe Verteilungssystem unterscheidet zwischen dem vertikalen Finanzausgleich auf verschiedenen Ebenen (Bund → Länder → Gemeinden) mit Bundesergänzungszuweisungen und dem horizontalen Finanzausgleich auf gleicher Ebene, der aus dem Umsatzsteuervorwegausgleich und dem Länderfinanzausgleich unter den Bundesländern besteht.